# Nilabborre
Nilabborre (Lates niloticus) är en art färskvattenlevande fisk som tillhör familjen Latidae och ordningen abborrartade fiskar. Den placerades tidigare i underfamiljen Latinae i familjen Centropomidae, men underfamiljen fick familjestatus 2004. Ursprunglig beskrevs nilabborren som Labrus niloticus och ansågs tillhöra familjen havsläppfiskar.
Nilabborre är ursprungligen hemmahörande i det tropiska Afrika, i sjöar som Tchadsjön, Kongofloden, Nilen, Senegalfloden, Voltafloden, Turkanasjön, konstgjorda Nassersjön och många andra vattendrag, bland annat det bräckta vattnet i Marioutsjön i Egypten.

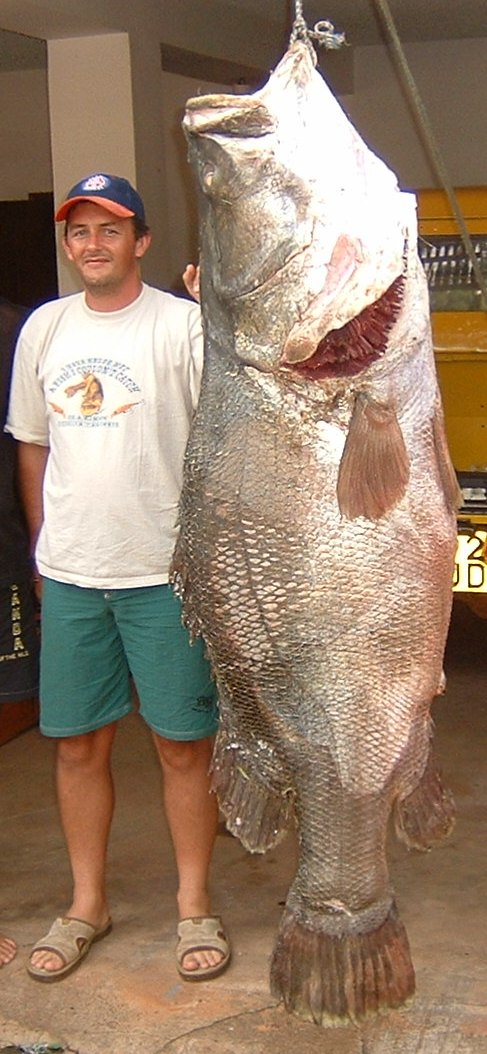
Nilabborrar kan bli över två meter långa och väga upp till 200 kg.

 Nilabborre är silverfärgad med en blå ton, svarta ögon med en gul yttre ring och, som en av de största sötvattenfiskarna, kan de bli över två meter långa och väga upp till 200 kg.
Vuxna individer finns överallt där syrehalten är tillräckligt hög, medan unga individer håller sig till grunda och kustnära vatten. Nilabborren är en rovfisk som lever av andra fiskar och dominerar sin omgivning. Förutom sin egen art äter den även kräftdjur och insekter. Unga individer kan dessutom livnära sig på djurplankton.
Nilabborre har stor kommersiell betydelse och är populär som både matfisk, den föds till exempel upp i akvakulturer, och som sportfisk. Den fiskas mestadels med wobbler i Nassersjön och Victoriasjön fångas den både från land och båt. 
Arten introducerades därför i flera av Afrikas stora sjöar, bland annat i Victoriasjön under 1950-talet där den orsakat en nästan total utrotning av flera hundra endemiska arter. Överfiskning har dock gjort att bestånden börjat minska och många av de drabbade arterna återhämtar sig. Sedan tillgången på ciklider, nilabborrens ursprungliga byte i dessa sjöar, gått förlorad lever nilabborren främst på räkor och fiskyngel, bland annat sin egen avkomma. 
2003 uppgick försäljningen av nilabborre till EU till 169 miljoner euro, samtidigt som den storskaliga fiskeindustrin gjort att många traditionella fiskesamhällen tvingats överge gamla traditioner. En majoritet av befolkningen kring Victoriasjön upplever dock nilabborren som ekonomiskt gynnsam.

## Förbjuden att plantera ut i Australien
I delstaten Queensland är det förbjudet att inneha levande nilabborre och stränga böter för den som bryter emot detta.